# Drion (Fluss)
Der Drion (auch Drillon geschrieben) ist ein kleiner Fluss in Frankreich, der im Département Vienne in der Region Nouvelle-Aquitaine verläuft. Er entspringt im nordwestlichen Gemeindegebiet von Saint-Martin-l’Ars, entwässert generell Richtung Nordnordwest und mündet nach rund 16 Kilometern im Gemeindegebiet von Saint-Secondin als linker Nebenfluss in die Clouère.

## Orte am Fluss
(Reihenfolge in Fließrichtung)
- Étang de Razay, Gemeinde Saint-Martin-l’Ars
- L’Abbaye, Gemeinde Payroux
- Le Pétolée, Gemeinde Château-Garnier
- Lépine, Gemeinde Château-Garnier
- Grassais, Gemeinde Saint-Secondin
- La Baudinière, Gemeinde Saint-Secondin